# 7e législature de la Colombie-Britannique

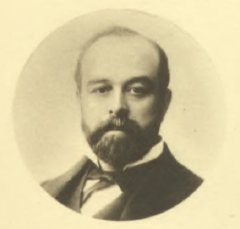
Theodore Davie, premier ministre (1892-1895)

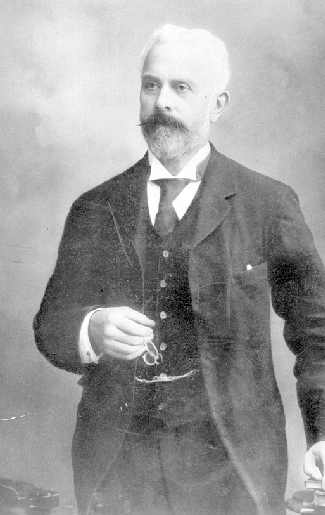
John Herbert Turner, premier ministre (1895-1898)

La 7e législature de la Colombie-Britannique a siégé de 1894 à 1898. Ses membres sont élus lors de l'élection générale de 1894 (en). Theodore Davie demeure premier ministre. Alors que ce dernier est nommé juge en chef de la cour suprême de la Colombie-Britannique, John Herbert Turner le remplace comme chef du gouvernement.
David Williams Higgins est président de l'Assemblée jusqu'à sa démission en 1898. John Paton Booth le remplace pendant la durée restante de la législature.

## Membre de la 7elégislature
| Député                       | Circonscription         | Parti        |
| ---------------------------- | ----------------------- | ------------ |
| William Adams                | Cariboo                 | Gouvernement |
| Samuel Augustus Rogers       | Cariboo                 | Gouvernement |
| John Irving                  | Cassiar                 | Gouvernement |
| Joseph Hunter                | Comox                   | Gouvernement |
| Theodore Davie               | Cowichan-Alberni        | Gouvernement |
| James Mitchell Mutter        | Cowichan-Alberni        | Gouvernement |
| James Baker                  | East Kootenay           | Gouvernement |
| David Williams Higgins       | Esquimalt               | Gouvernement |
| Charles Edward Pooley        | Esquimalt               | Gouvernement |
| James Douglas Prentice       | Lillooet East           | Opposition   |
| Alfred Wellington Smith      | Lillooet West           | Gouvernement |
| James McGregor               | Nanaimo City            | Gouvernement |
| James Buckham Kennedy        | New Westminster City    | Opposition   |
| John Bryden                  | North Nanaimo           | Gouvernement |
| John Paton Booth             | North Victoria          | Gouvernement |
| William Wymond Walkem        | South Nanaimo           | Gouvernement |
| David McEwen Eberts          | South Victoria          | Gouvernement |
| Francis Lovett Carter-Cotton | Vancouver City          | Opposition   |
| Robert Macpherson            | Vancouver City          | Opposition   |
| Adolphus Williams            | Vancouver City          | Opposition   |
| John Braden                  | Victoria City           | Gouvernement |
| Henry Dallas Helmcken        | Victoria City           | Gouvernement |
| Robert Paterson Rithet       | Victoria City           | Gouvernement |
| John Herbert Turner          | Victoria City           | Gouvernement |
| James M. Kellie              | West Kootenay North     | Gouvernement |
| John Frederick Hume          | West Kootenay South     | Opposition   |
| Thomas Edwin Kitchen         | Westminster-Chilliwhack | Opposition   |
| Thomas William Forster       | Westminster-Delta       | Opposition   |
| Colin Buchanan Sword         | Westminster-Dewdney     | Opposition   |
| Thomas Kidd                  | Westminster-Richmond    | Opposition   |
| Donald Graham                | Yale-East               | Opposition   |
| George Bohun Martin          | Yale-North              | Gouvernement |
| Charles Augustus Semlin      | Yale-West               | Opposition   |

Notes:
1. ↑  Candidat pro-gouvernement, soutien de l'administration Davie
2. ↑  Opposé à l'administration Davie

## Élections partielles
Durant cette période, une élection partielle était requise à la suite de la nomination d'un député au cabinet.
- George Bohun Martin, commissaire aux Terres et Travaux[4], réélu sans opposition le 15 novembre 1894
- David McEwen Eberts, procureur-général[5], réélu sans opposition le 15 novembre 1895

D'autres élections partielles ont été tenues pour diverses autres raisons:
| Circonscription         | Député                   | Élection       | Motif                                                                              |
| ----------------------- | ------------------------ | -------------- | ---------------------------------------------------------------------------------- |
| Cowichan-Alberni        | Thomas Anthony Wood      | 18 avril 1895  | T. Davie est nommé à la cour supérieure de Colombie-Britannique le 23 février 1895 |
| Lillooet East           | David Alexander Stoddart | 1er juin 1895  | Élection déclarée nulle et siège vacant                                            |
| Cowichan-Alberni        | George Albert Huff       | 5 octobre 1895 | Précédente élection partielle déclarée nulle                                       |
| Westminster-Chilliwhack | Adam Swart Vedder        | 7 mai 1897     | Décès de T.E. Kitchen le 5 avril 1897                                              |